# Onosma kaheirei
Onosma kaheirei är en strävbladig växtart som beskrevs av H. Teppner. Onosma kaheirei ingår i släktet Onosma och familjen strävbladiga växter. Inga underarter finns listade i Catalogue of Life.